# Titulação de Comunidades Quilombolas no Brasil

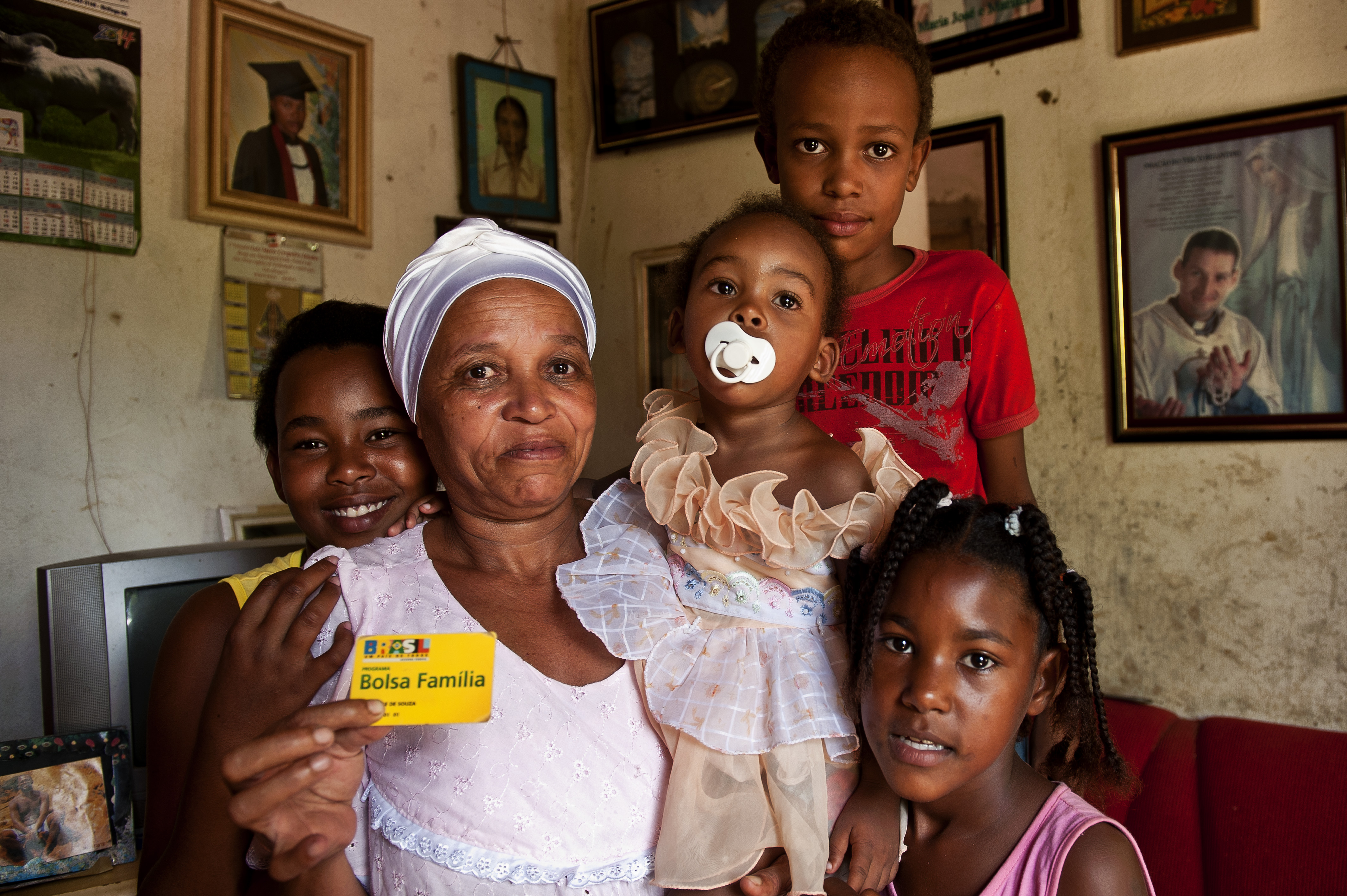
A quilombola Maria José de Souza Santos, mais conhecida como a Mãe Pequena, com seus netos.

A Titulação de Comunidades Quilombolas no Brasil é o processo de reconhecimento dos territórios de comunidades quilombolas que garante a regularização fundiária perante o Estado brasileiro e reconhece os direitos dessas comunidades.
Esse processo de titulação conta com diversas etapas e com múltiplos agentes envolvidos em sua construção. Em primeiro lugar, a comunidade quilombola precisa de um autorreconhecimento enquanto originária de um assentamento formado por descendentes de pessoas escravizadas. Nessa fase, o processo é de responsabilidade e está centralizado na própria comunidade, sendo necessário a elaboração de um documento reivindicando a identidade quilombola a ser enviado a Fundação Cultural Palmares que fica responsável pela aprovação do documento.
O processo de titulação está apenas em sua fase inicial, não termina com a aprovação do documento de autorreconhecimento aprovado pela Fundação Palmares:
Deve-se destacar que a autodefinição não implica em reconhecimento sem debates, pelo contrário, faz com que o primeiro passo seja a definição da comunidade enquanto quilombola, iniciando um longo processo para o reconhecimento e para a titulação do território
Logo após o autorreconhecimento é iniciado o processo de legitimação pelo Estado, esses procedimentos ficam sob a tutela e responsabilidade do Instituto Nacional de Colonização e Reforma Agrária (INCRA).   

## Fases
1. Autorreconhecimento - a comunidade quilombola deve enviar à Fundação Cultural Palmares um Certificado de Autorreconhecimento.[6][2]
2. Elaboração do Relatório Técnico de Identificação e Delimitação (RTID) - com o objetivo de levantar informações em múltiplas dimensões visando iniciar o processo de identificação dos limites territoriais de cada comunidade quilombola.[6][2]
3. Publicação do RTID, contestações e recurso único - após a publicação do relatório, interessados poderão contestá-lo à Superintendência Regional do INCRA dentro do prazo de 90 dias contando da publicação. Além disso, é possível entrar com recurso único até 30 dias depois da publicação junto ao Conselho Diretor do INCRA.[6][2]
4. Portaria de Reconhecimento - para avançar no processo, o presidente do INCRA deverá publicar uma portaria reconhecendo a delimitação do território quilombola conforme relatório prévio.[6][2]
5. Desapropriação - se houver imóvel privado (títulos ou posses) incidentes nas terras quilombolas em questão, será iniciado processo de desapropriação. A princípio, é publicado pela Presidência da República um Decreto Presidencial de Desapropriação por Interesse Social. Haverá vistorias, avaliações e pagamento antecipado e em espécie à pessoa proprietária do imóvel.[6][2]
6. Indenizações - os imóveis rurais são adquiridos pelos INCRA por meio de indenizações aos proprietários anteriores.[7]
7. Concessão de uso - tendo a posse das terras, o INCRA firma um contrato de Concessão de Direito Real de Uso Coletivo (CDRU) de maneira provisória, enquanto as desapropriações são concluídas pela Justiça.[7]
8. Titulação - a etapa final consiste na outorga de título coletivo pelo Presidente do INCRA.[6][2]

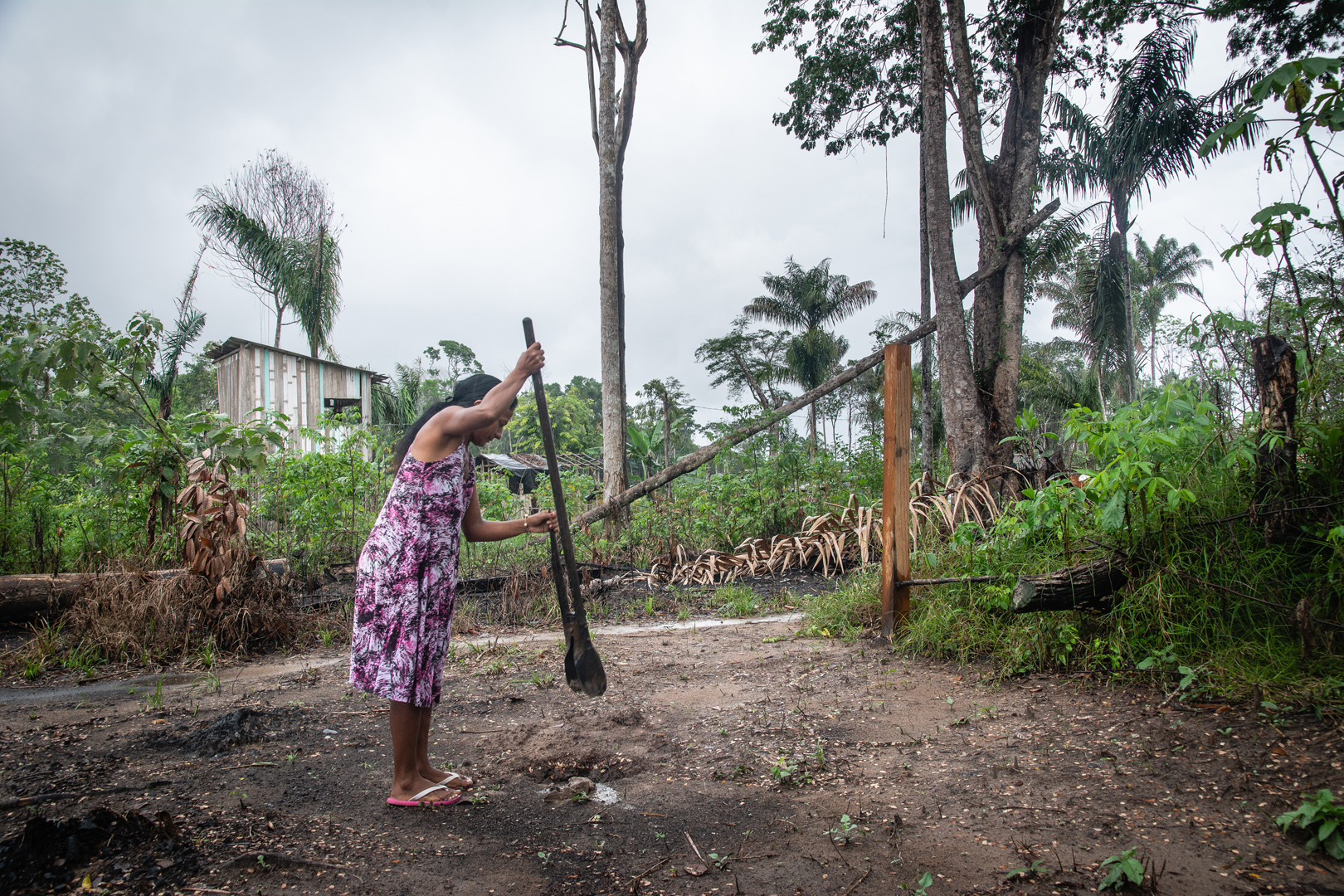
Dona Lene na Comunidade Quilombola do Cupuaçu

## Desdobramentos
O título da terra (regularização fundiária) proporciona que a comunidade enfrente menos dificuldades para desenvolver a agricultura (como conflitos pela posse da terra com os fazendeiros da região em que se localiza), que solicite o licenciamento ambiental de seu território e solicite políticas sociais e urbanas para melhorias de suas condições de vida, como infraestrutura urbana de redes de energia, água e esgoto.

## Tombamento
O tombamento de quilombos é previsto pela Constituição Brasileira de 1988, bastando a certificação pela Fundação Cultural Palmares:
Art. 216. Constituem patrimônio cultural brasileiro os bens de natureza material e imaterial, tomados individualmente ou em conjunto, portadores de referência à identidade, à ação, à memória dos diferentes grupos formadores da sociedade brasileira [...]
§ 5º Ficam tombados todos os documentos e os sítios detentores de reminiscências históricas dos antigos quilombos.

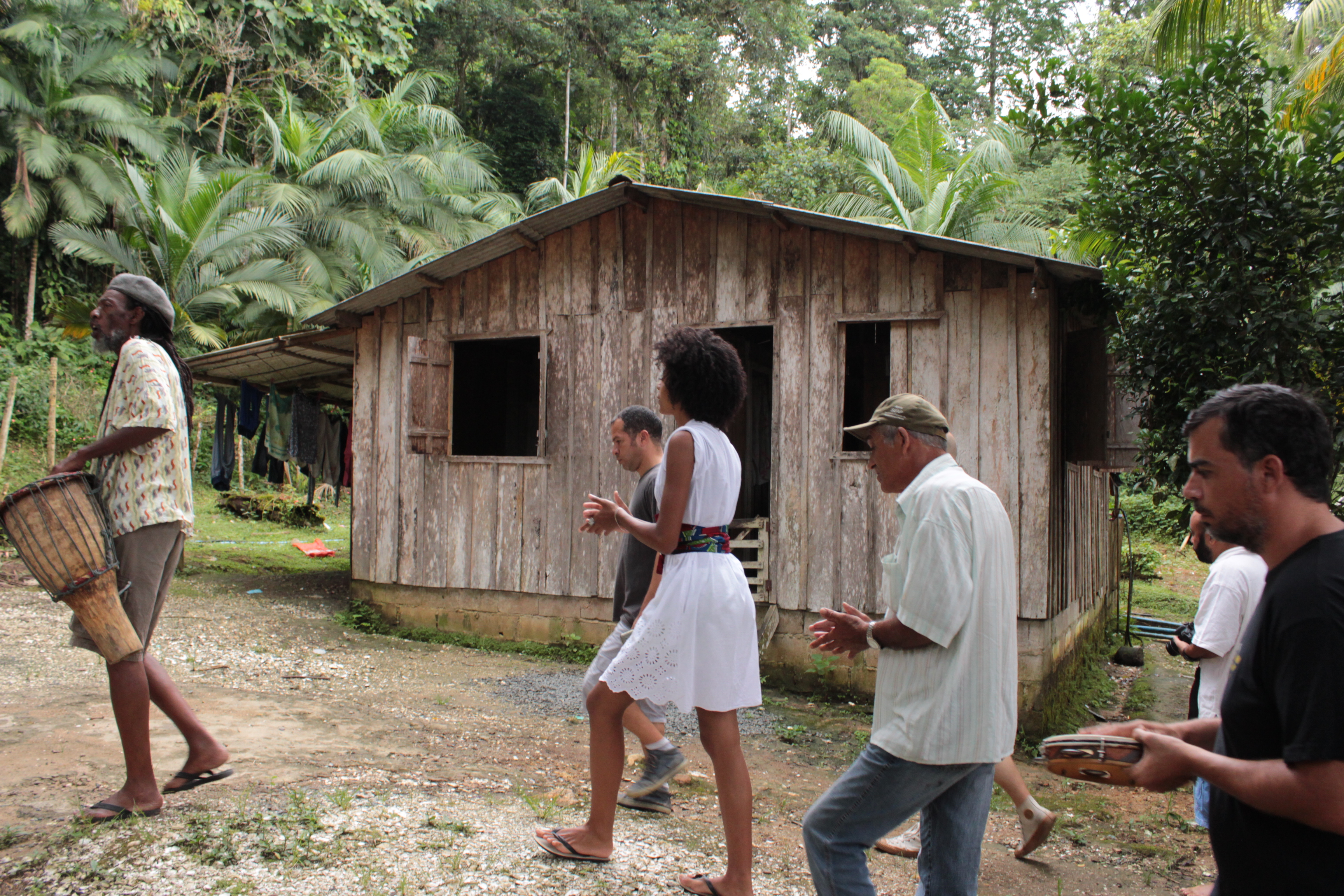
Ritual do Plantio Baobá

Portanto, o recebimento de título de comunidade quilombola não só inicia o processo para titulação das terras como também reconhece a comunidade como patrimônio cultural brasileiro por ser uma "reminiscência histórica de antigo quilombo".
Cabe mencionar que Povos Tradicionais ou Comunidades Tradicionais são grupos que possuem uma cultura diferenciada da cultura predominante local, que mantêm um modo de vida intimamente ligado ao meio ambiente natural em que vivem. Através de formas próprias: de organização social, do uso do território e dos recursos naturais (com relação de subsistência), sua reprodução sócio-cultural-religiosa utiliza conhecimentos transmitidos oralmente e na prática cotidiana.